# Hønefoss
Hønefoss – miasto w Norwegii, położone w gminie Ringerike w okręgu Viken, około 60 km na północny zachód od Oslo. Liczące około 16 260 mieszkańców (2020). Miasto zajmuje powierzchnię 10,52 km². W latach 1852–1964 miasto było samodzielną gminą.  Ośrodek przemysłu spożywczego.